# Gunung Manaon Hr
Gunung Manaon Hr is een bestuurslaag in het regentschap Padang Lawas van de provincie Noord-Sumatra, Indonesië. Gunung Manaon Hr telt 569 inwoners (volkstelling 2010).